# Solidão (álbum)
Solidão é o álbum de estreia da banda brasileira de rock cristão Complexo J, lançado em 1986.
Produzido e lançado de forma independente, alcançou pouca relevância, porém contém alguns dos elementos pelos quais fizeram a música do grupo conhecida. A música "Brasil", mais tarde foi regravada no álbum Riqueza de Sons e "Reino de Deus" no disco Consciência Limpa.
Em 2019, foi eleito o 50º melhor álbum da década de 1980 em lista publicada pelo portal Super Gospel.

## Recepção da crítica
| Críticas profissionais | Críticas profissionais |
| Avaliações da crítica  | Avaliações da crítica  |
| Fonte                  | Avaliação              |
| ---------------------- | ---------------------- |
| O Propagador           | [ 2 ]                  |

Solidão foi lançado de forma independente em 1986 e recebeu uma avaliação tardia da mídia especializada pelo portal O Propagador. O álbum recebeu três estrelas de cinco.

## Faixas
1. "Reino de Deus"
2. "Brasil"
3. "Deus é Real"
4. "Espaço Sideral"
5. "Nova Jerusalém"
6. "Salmo 99"
7. "Sim, Levaram"
8. "Solidão"